# Pseudoyelicones manoeli
Pseudoyelicones manoeli är en stekelart som beskrevs av Van Achterberg och Penteado-dias 1997. Pseudoyelicones manoeli ingår i släktet Pseudoyelicones och familjen bracksteklar. Inga underarter finns listade i Catalogue of Life.